# Devarai, Khanapur
Devarai là một làng thuộc tehsil Khanapur, huyện Belgaum, bang Karnataka, Ấn Độ.